# 竹内昭文
竹内 昭文（たけうち あきふみ、1950年12月25日 - ）は、東京都出身の元アマチュア野球選手（捕手）、野球指導者。

## 来歴・人物
宇治山田商業高等学校から法政大学に進学し同大学野球部所属。1969年、チームは主戦の2年生横山晴久と同期の1年生池田信夫両投手を中心に同年秋から東京六大学野球リーグ戦で4連覇を達成するが、1年上に中村裕二や同期に小原寛明と好捕手が揃いリーグ戦ではあまり活躍の場はなかった。大学同期には、池田信夫のほか松村彰士、長崎慶一、伊達泰司らがいる。
1973年に大学卒業後、社会人野球の北海道拓殖銀行に入社。千藤和久らとバッテリーを組み活躍する。1975年の社会人野球日本選手権にチーム初出場。準決勝に進むが日本生命に敗れる。翌1976年の都市対抗野球は決勝に進出。千藤と日本鋼管の梶間健一が互いに無失点で投げ合うが、9回にリリーフの有沢賢持（日産サニー札幌から補強）が決勝点を奪われ敗退、準優勝にとどまる。同年の社会人野球日本選手権も準決勝に進むが、日本鉱業佐賀関の藤沢公也に完封を喫する。同大会の優秀選手に選ばれ、同年は社会人ベストナイン（捕手）にも選出された。1978年の社会人野球日本選手権は決勝でエース松沼博久を擁する東京ガスを降し、チームの初優勝に貢献。優秀選手にも選ばれた。1982年の都市対抗野球は準決勝で明治生命に敗退するが、優秀選手に選出された。
1987年から1989年までに母校の法政大学の監督を務め、主戦秋村謙宏や葛西稔投手らを中心にチームを4回（4連覇）の六大学リーグ優勝に導いた。1990年から1992年までに北海道拓殖銀行の監督を務めた。1996年にシダックスのコーチに就任し、1998年から2002年までに監督を務め、1999年の第26回社会人野球日本選手権でチームを初優勝に導いた。2003年から2005年までに部長を務め、後任監督の野村克也を支えた。第17回と第18回の日米大学野球選手権で日本代表のコーチを務めた。
部員への体罰の発覚から退任した河上敬也に代わり、2015年から2017年までに北照高等学校の監督を務めた。